# Peter’s Daughter
Peter’s Daughter (с англ. — «Дочь Питера») — седьмая серия шестого сезона мультсериала «Гриффины». Премьерный показ состоялся 25 ноября 2007 года на канале FOX.

## Сюжет
В Куахоге бушует ливень. Вода подтопляет и первый этаж дома Гриффинов. Мег едва не погибает при попытке достать отцу пиво из холодильника. Питер достаёт дочь из-под воды и отправляет в больницу. Мег в коме, и только теперь Питер осознаёт, что был неласков с ней последнее время. Однако вскоре Мег выходит из комы, и Гриффины возвращаются домой.
Отныне Питер, сдерживая обещание, заботится о дочери. Эта забота заходит слишком далеко: он даже не даёт ходить ей на свидания. Это сильно критикуют как сама Мег, так и Лоис. Тогда Питер решает сам лично поговорить с избранником своей дочери и он начинает доверять Майклу — тому доктору из больницы, который теперь встречается с Мег, но тем не менее шпионит за парой, замаскировавшись. Не в силах терпеть это, Майкл бросает Мег.
Через две недели выясняется, что девочка беременна]. Несмотря на возражения Мег, Питер, взяв ружьё, едет к Майклу, чтобы заставить того жениться на своей дочери. Узнав о беременности, Майкл немедленно соглашается жениться на Мег.
Мег вся в предсвадебных приготовлениях, хотя мать и аккуратно намекает ей, что всего этого можно бы и избежать. Мег устраивает скучный девичник, свежую струю в который привносит Питер, переодевшийся в полицейского и исполняющий стриптиз.
Наступает день венчания, и за несколько минут до обряда Мег признаётся матери, что она не беременна, просто она ошиблась, проводя тест. Мег честна со своим женихом, но тот немедленно сбегает, узнав правду.
Тем временем Стьюи выкупает за бесценок полуразвалившийся дом, и начинает его ремонт, чтобы продать потом втридорога. К своей авантюре малыш подключает и Брайана. Однако развалюха требует больше денежных вложений, чем рассчитывал Стьюи, и поэтому он попросту взрывает дом.

## Создание
Эпизод посвящён памяти Пола Д. Шеридана — отца автора сценария серии.
Автор сценария: Крис Шеридан
Режиссёр: Зэк Монкриф
Композитор: Рон Джоунс
Приглашённые знаменитости: Демьен Фэйи (в роли доктора Майкла Милано), Джефф Бергман (в роли Фреда Флинстоуна из «Флинстоунов») и Пэт Кроуфорд Браун (в роли танцора Санка)

## Выпуск
Во время премьеры эпизод посмотрели 9,52 млн зрителей.